# Bico do Papagaio (tiểu vùng)
Bico do Papagaio là một tiểu vùng thuộc bang Tocantins, Brasil. Tiều vùng này có diện tích 15768 km², dân số năm 2007 là 174031 người.